# Assia El Hannouni
Assia El Hannouni (Digione, 30 maggio 1981) è un'ex atleta paralimpica francese che gareggia nella categoria T12 (ipovedenti).

## Biografia
Affetta da retinite pigmentosa, ha avuto seri problemi alla vista a partire dai sedici anni e, con il progredire delle difficoltà, si è orientata allo sport per disabili. Ha esordito in campo internazionale nel 2002, ai mondiali paralimpici di Lilla, proseguendo poi ai Giochi paralimpici di Atene nel 2004, quando ha conquistato quattro medaglie d'oro nei 100 metri piani, nei 200, nei 400 e negli 800. Per queste e molte altre vittorie, è stata portabandiera della delegazione francese alle Paralimpiadi di Pechino nel 2008.
Al rientro dai Giochi di Pechino, nel corso di una trasmissione televisiva, ha polemizzato contro il presidente della Repubblica francese Nicolas Sarkozy, che aveva promesso di presenziare all'apertura dei Giochi paralimpici, ma poi aveva disertato l'impegno. Il presidente aveva onorato i Giochi olimpici, ma trascurato quelli paralimpici e le proteste di Assia El Hannouni hanno avuto ampia risonanza in Francia.
La carriera atletica di El Hannouni è proseguita fino alle Paralimpiadi di Londra, dove ha conquistato due medaglie d'oro. Va ricordato che non di rado gli atleti con handicap si trovano a competere in gare che raggruppano persone con maggiori e minori svantaggi. Nella registrazione della finale dei 400 m piani delle Paralimpiadi di Londra, vinta da Assia El Hannouni, due atlete gareggiano da sole (ipovedenti) e due con la guida (cieche).
Per i suoi meriti, ha ricevuto il rango di Cavaliere della Legion d'onore nel 2004, quello di Ufficiale della Legion d'Onore nel 2012, e la medaglia d'oro dell'Ordine al Merito Sportivo nel 2008.

## Palmarès
| Anno | Manifestazione       | Sede         | Evento             | Risultato | Prestazione | Note |
| ---- | -------------------- | ------------ | ------------------ | --------- | ----------- | ---- |
| 2002 | Mondiali paralimpici | Lilla        | 200 m piani T12    | Bronzo    | 26"93       |      |
| 2002 | Mondiali paralimpici | Lilla        | 400 m piani T12    | Argento   | 59"27       |      |
| 2003 | Europei paralimpici  | Assen        | 200 m piani T12-A  | Argento   | 26"55       |      |
| 2003 | Europei paralimpici  | Assen        | 400 m piani T12-A  | Oro       | 58"61       |      |
| 2003 | Europei paralimpici  | Assen        | 800 m piani T12    | Oro       | 2'18"68     |      |
| 2004 | Giochi paralimpici   | Atene        | 100 m piani T12    | Oro       | 12"32       |      |
| 2004 | Giochi paralimpici   | Atene        | 200 m piani T12    | Oro       | 25"12       |      |
| 2004 | Giochi paralimpici   | Atene        | 400 m piani T12    | Oro       | 53"67       |      |
| 2004 | Giochi paralimpici   | Atene        | 800 m piani T12    | Oro       | 2'07"89     |      |
| 2005 | Europei paralimpici  | Espoo        | 200 m piani T12    | Oro       | 25"74       |      |
| 2005 | Europei paralimpici  | Espoo        | 400 m piani T12    | Oro       | 57"91       |      |
| 2005 | Europei paralimpici  | Espoo        | 800 m piani T12    | Oro       | 2'17"57     |      |
| 2006 | Mondiali paralimpici | Assen        | 400 m piani T12    | Oro       | 57"62       |      |
| 2006 | Mondiali paralimpici | Assen        | 800 m piani T11-12 | Oro       | 2'14"60     |      |
| 2008 | Giochi paralimpici   | Pechino      | 200 m piani T12    | Oro       | 24"84       |      |
| 2008 | Giochi paralimpici   | Pechino      | 400 m piani T12    | Oro       | 55"06       |      |
| 2008 | Giochi paralimpici   | Pechino      | 800 m piani T12-13 | Argento   | 2'04"96     |      |
| 2008 | Giochi paralimpici   | Pechino      | 1500 m piani T13   | Argento   | 4'19"20     |      |
| 2011 | Mondiali paralimpici | Christchurch | 200 m piani T12    | Oro       | 25"83       |      |
| 2011 | Mondiali paralimpici | Christchurch | 400 m piani T12    | Oro       | 56"04       |      |
| 2012 | Giochi paralimpici   | Londra       | 200 m piani T12    | Oro       | 24"46       |      |
| 2012 | Giochi paralimpici   | Londra       | 400 m piani T12    | Oro       | 55"39       |      |

## Altre competizioni internazionali
2003
- Argento ai Mondiali IAAF (gare dimostrative) ( Saint-Denis), 200 m piani T12 - 25"78[7]